# 抽葶大青
抽葶大青（学名：Clerodendrum subscaposum）是马鞭草科大青属的植物。分布在越南、印度以及中国大陆的云南等地，生长于海拔1,350米至1,450米的地区，常生长在山坡路旁岩石缝中，目前尚未由人工引种栽培。

## 别名
抽葶赪桐（云南植物志）